# 1864 w literaturze
Wydarzenia literackie w 1864 roku.

## Nowe książki
- polskie
- zagraniczne
  - Brother Jacob – George Eliot
  - Podróż do wnętrza Ziemi (Voyage au centre de la Terre) – Juliusz Verne
  - Notatki z podziemia – Fiodor Dostojewski

## Nowe poezje
- zagraniczne
  - Robert Browning - Dramatis personae
  - Alfred Tennyson - Enoch Arden

## Urodzili się
- 11 stycznia – Thomas Dixon, amerykański pisarz i scenarzysta (zm. 1946)
- 17 stycznia – Arthur St. John Adcock, brytyjski pisarz i krytyk (zm. 1930)
- 29 stycznia – Franciszek Henryk Nowicki, polski poeta (zm. 1935)
- 2 lutego – Maria Rodziewiczówna, polska pisarka (zm. 1944)
- 6 lutego – John Henry Mackay, szkocki pisarz, poeta, myśliciel polityczny (zm. 1933)
- 16 lutego – Hermann Stehr, niemiecki pisarz (zm. 1940)
- 17 lutego – Banjo Paterson, australijski "poeta buszu" (zm. 1941)
- 21 lutego – Peter Bohinjec, słoweński poeta, dramatopisarz, publicysta i pisarz (zm. 1919)
- 22 lutego – Jules Renard, francuski pisarz (zm. 1910)
- 26 lutego – Antonín Sova, czeski pisarz i poeta (zm. 1928)
- 4 kwietnia – Shimei Futabatei, japoński pisarz i tłumacz literatury (zm. 1909)
- 11 maja – Ethel Lilian Voynich, brytyjska pisarka i muzyczka (zm. 1960)
- 20 lipca – Erik Axel Karlfeldt, szwedzki pisarz, noblista (zm. 1931)
- 24 lipca – Frank Wedekind, niemiecki pisarz i aktor (zm. 1918)
- 14 sierpnia – Marie Eugenie delle Grazie, austriacka pisarka, poetka (zm. 1931)
- 27 sierpnia – Helena Patursson, farerska pisarka (zm. 1916)
- 17 września  – Mychajło Kociubynski, ukraiński prozaik (zm. 1913)
- 22 września – Lodewijk van Deyssel, holenderski pisarz i krytyk literacki (zm. 1952)
- 29 września – Miguel de Unamuno, hiszpański filozof, dramaturg, pisarz i poeta (zm. 1936)
- 14 października – Stefan Żeromski, polski pisarz (zm. 1925)
- 20 października – Branislav Nušić, serbski pisarz i felietonista (zm. 1938)
- 11 listopada – Alfred Hermann Fried, austriacki dziennikarz i pacyfista (zm. 1921)
- 16 listopada – Gertrude Woodcock Seibert, amerykańska poetka (zm. 1928)
- 26 listopada – Herman Gorter, holenderski poeta i krytyk literacki (zm. 1927)
- 28 listopada – James Allen, angielski pisarz (zm. 1912)
- 3 grudnia – Herman Heijermans, holenderski pisarz i publicysta (zm. 1924)
- 11 grudnia – Maurice Leblanc, francuski pisarz i nowelista (zm. 1941)
- Maria Rakowska, polska tłumaczka, literaturoznawczyni i pisarka (zm. 1940)

## Zmarli
- 19 maja – Nathaniel Hawthorne, amerykański pisarz (ur. 1804)